# トヨタカローラ苫小牧
トヨタカローラ苫小牧株式会社（トヨタカローラとまこまい）は、北海道苫小牧市に本社を置く、トヨタカローラ店を展開する自動車ディーラー。札幌トヨタグループ。

## 沿革
- 1963年 - 「パブリカ室蘭株式会社」設立。同年8月、苫小牧営業所開設。
- 1964年 - 静内営業所開設。
- 1966年 - 「トヨタパブリカ室蘭株式会社」へ社名変更。同年10月本社建物内に室蘭営業所開設。カローラ取扱い開始。
- 1968年 - 伊達営業所、富川営業所、浦河営業所を開設。
- 1969年 - 「トヨタカローラ室蘭株式会社」へ社名変更。
- 1974年 - 苫小牧マイカーセンター開設。
- 1977年 - 糸井営業所を開設。
- 1978年 - 静内営業所マイカーセンター開設。
- 1980年 - 登別営業所開設。
- 1990年 - 白老営業所開設。同年11月、室蘭新道マイカーセンター新設。
- 1995年 - 室蘭ボディーショップ新設。
- 2011年 - ひだかトヨタ自動車販売合同会社の設立に伴い、静内店・浦河店を廃止。
- 2013年 - 「トヨタカローラ苫小牧株式会社」へ社名変更。本社を苫小牧市に移転。

## 店舗

### 胆振
- とまこまい店 - 苫小牧市柳町4丁目6-32
- いとい店 - 苫小牧市字糸井144-7
- しらおい店 - 白老郡白老町字石山7-44
- むろらん店 - 室蘭市寿町3丁目20-1
- だて店 - 伊達市長和町431-1
- のぼりべつ店 - 登別市幌別町1丁目3-5

### 日高
- とみかわ店 - 沙流郡日高町富川西2丁目1-2
  - 新ひだか町、浦河町は前述のひだかトヨタ自動車販売が店舗を運営している[注 1]。

### 中古車販売店
- U-Car苫小牧店 - 苫小牧市柳町4丁目6-34
- U-Car室蘭店 - 室蘭市寿町3丁目21